# 圣特里卡
圣特里卡（法語：Saint-Tricat，法語發音：[sɛ̃ tʁika]）是法国上法蘭西大區加来海峡省的一个市镇，属于加来区。

## 地理
圣特里卡（50°53'35"N, 1°49'50"E）面积7.35 平方千米，位于法国上法蘭西大區加来海峡省，该省份为法国北部沿海省份，西北濒北海，南至索姆省，东临北部省。
与圣特里卡接壤的市镇（或旧市镇、城区）包括：涅勒莱加来、博南格莱加来、阿姆-布克尔、皮昂莱吉讷。
圣特里卡的时区为UTC+01:00、UTC+02:00（夏令时）。

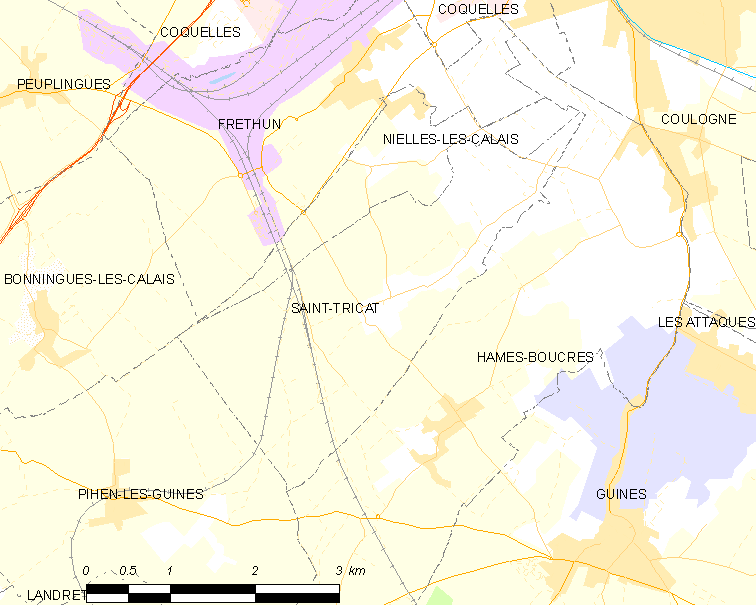
圣特里卡的OSM定位图

## 行政
圣特里卡的邮政编码为62185，INSEE市镇编码为62769。

## 政治
圣特里卡所属的省级选区为加来第一县。

## 人口

1962-2008年间圣特里卡人口变化图示

圣特里卡于2022年1月1日时的人口数量为775人。